# 가제타 델로 스포르트
《가제타 델로 스포르트》(이탈리아어: La Gazzetta dello Sport)는 다양한 스포츠 분야를 다루는 이탈리아의 신문이다. 1896년 4월 3일에 첫 발행을 했으며, 아테네에서 열린 첫 현대 올림픽 경기를 다뤘다. 단순하게 뉴스 보도를 하는걸 넘어서, 직접적으로 사이클링 대회인 지로 디탈리아 같은 큰 규모의 행사를 직접 주최하기도 한다.
분홍색 종이에 발행을 하는 신문사는 하루에 40만장(월요일에는 독자들이 주말에 놓친 경기를 확인하기 위해 더욱 많이 판매)이 팔리고, 300만명의 독자를 보유하고 있다고 주장한다. 스포츠 잡지 《스포츠위크》 (Sportweek)는 토요일에 신문과 함께 판매된다.

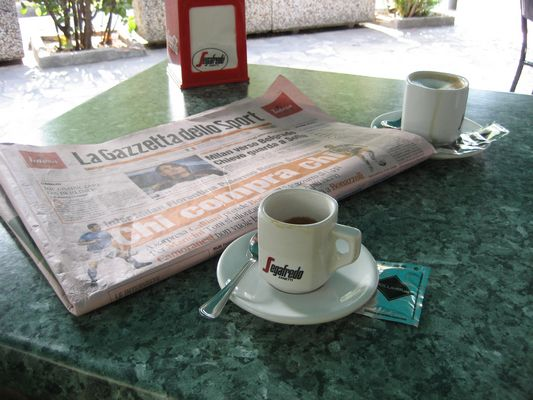
이탈리아 바에서 흔히 볼수있는 가제타의 신문과 커피

넓은 분야의 스포츠가 신문을 뒤덮고 있지만, 축구가 가장 많은 면을 차지한다. 40 페이지 중에서 24-28 페이지는 매일 스포츠 면으로 채워져 있고, 저널리즘의 대부분은 순수한 경기의 리포팅보다는 추측과 자극적인것이 많다. 신문사는 저널리즘에 있어서 좋은 평가가 있으며, 2006년 이탈리아 축구 스캔들을 공개하는데 눈부신 활약을 펼쳤고, 유벤투스의 강등과 거기에 연류된 다른 축구 클럽들의 승점 감점을 이끌었다. 축구면에서는 이탈리아에서도 가장 크고 많은 팬들을 보유하고 있는 AC 밀란, 인테르나치오날레 그리고 유벤투스가 대부분을 차지하고 있다.

## 같이 보기
- 칸디도 칸나보: 1983년부터 2002년까지 편집장